# Giving the World Away
Giving the World Away es el segundo álbum de estudio por la cantautora australiana Hatchie. Fue publicado el 22 de abril de 2022 a través de Secretly Canadian.

## Antecedentes y grabación
Después del lanzamiento de su álbum debut Keepsake de 2019, Hatchie comenzó a trabajar en un segundo álbum en febrero de 2020 mientras estaba en Los Ángeles. Debido al confinamiento por la pandemia de COVID-19, se vio obligada a regresar a Australia a fines de mes. Trabajó en el comercio minorista mientras grababa música con su pareja Joe Agius en una casa en Brisbane. El proceso de composición fue más colaborativo que en Keepsake, ya que Hatchie estaba abierto a trabajar con más coautores y agregar canciones iniciadas por o con Agius. Después de que la producción y la mezcla se hicieran de forma remota en Denver por Jorge Elbrecht, el álbum se completó en 2021.
La producción de Giving the World Away actualiza el sonido shoegaze de Hatchie con elementos de la música dance, inspirados en el grupo británico Saint Etienne. Otras influencias incluyeron New Order, Kylie Minogue, Depeche Mode y Ray of Light de Madonna. Basándose en su experiencia en la gira de Keepsake, decidió centrarse en canciones más enérgicas que se llevarían bien en un escenario en vivo.

## Lanzamiento y promoción
Giving the World Away se publicó el 22 de abril de 2022 a través de Secretly Canadian. En apoyo del álbum, Hatchie anunció una gira norteamericana de un mes durante mayo de 2022.
«This Enchanted» se lanzó como el sencillo principal del álbum el 14 de septiembre de 2021, convirtiéndose en su primer lanzamiento a través de Secretly Canadian. La portada del álbum proviene del video musical de «This Enchanted», que fue dirigido por Agius y muestra a Hatchie en alas de ángel haciendo referencia a la película Romeo + Juliet de Baz Luhrmann de 1996. Giving the World Away produjo cuatro sencillos adicionales: «Quicksand», «Giving the World Away», »Lights On» y «The Rhythm».

## Recepción de la crítica
Giving the World Away recibió reseñas positivas de los críticos. En Metacritic, el álbum obtuvo un puntaje promedio de 73 sobre 100, basado en 12 críticas, lo cual indica “reseñas generalmente positivas”. Brady Brickner-Wood, escribiendo para Pitchfork, declaró: “A pesar de sus fallas, Giving the World Away marca una evolución emocionante para Hatchie—todavía quiere amor, pero ahora también quiere bailar, sentir, encontrar el equilibrio dentro de la locura interminable de la vida”. En NME, Giselle Au-Nhien Nguyen lo describió como un álbum “encantador que suena tan bien como se siente – una valiente declaración de sí misma y supervivencia frente a la incertidumbre”. Andy Von Pip de Under the Radar lo describió como “un álbum suntuoso que aprovecha sus puntos fuertes y le permite diversificarse como artista y, al hacerlo, puede agregar más profundidad y textura a sus paisajes sonoros iridiscentes”.
Heather Phares, contribuidora de AllMusic, declaró que: “Si bien no es tan consistente como Keepsake, sus mejores momentos son algunos de los trabajos más emocionantes de Hatchie”. Ellen Johnson, escribiendo para la  revista Paste, comentó: “Si bien parte de la nueva música de Hatchie exhibe una expansión temática, Pilbeam aún ofrece su parte del tipo de pop exuberante y romántico que definió sus comienzos como artista”. Graham Fyfe escribió: “Reflejando el matrimonio reciente de Hatchie, Giving the World Away es romántico y se adapta a la atmósfera de ensueño”.
Sputnikmusic lo calificó como “un disco decente con algunos aspectos destacados excelentes, pero también uno que no está a la altura del potencial de Hatchie. Es algo frustrante, la mayor parte del tiempo”. En PopMatters, Jeffrey Davies escribió: “Donde una producción ambiciosa como esta haría que los mensajes más profundos de otros artistas independientes se perdieran en la mezcla, Hatchie lo logra invitándonos más y más a su mundo con cada pista, sin importar cuán somnoliento o dominante sea”. Kevin Korber, crítico de Spectrum Culture, lo describe como “un álbum que eventualmente se definirá por las inconsistencias que muestra debido a esos dolores de crecimiento”.

## Lista de canciones
Todas las canciones escritas y compuestas por Harriette Pilbeam, Joe Agius y Jorge Elbrecht, excepto donde esta anotado. 
| Lista de canciones de Giving the World Away |                                               |          |  |
| N.º                                         | Título                                        | Duración |  |
| 1.                                          | «Lights On»                                   | 3:57     |  |
| 2.                                          | «This Enchanted»                              | 3:52     |  |
| 3.                                          | «Twin» (Pilbeam, Agius, Tony Buchen)          | 4:06     |  |
| 4.                                          | «Take My Hand» (Pilbeam, Agius)               | 4:16     |  |
| 5.                                          | «The Rhythm»                                  | 4:30     |  |
| 6.                                          | «Quicksand» (Pilbeam, Agius, Dan Nigro)       | 4:12     |  |
| 7.                                          | «Thinking Of»                                 | 2:05     |  |
| 8.                                          | «Giving the World Away»                       | 4:46     |  |
| 9.                                          | «The Key» (Pilbeam, Agius)                    | 4:15     |  |
| 10.                                         | «Don't Leave Me in the Rain» (Pilbeam, Agius) | 4:16     |  |
| 11.                                         | «Sunday Song» (Pilbeam, Agius, Zach Fogarty)  | 3:48     |  |
| 12.                                         | «Til We Run Out of Air» (Pilbeam, Agius)      | 5:43     |  |

## Créditos y personal
Créditos adaptados desde las notas de álbum de Giving the World Away.
Músicos
- Hatchie – voces (todas las canciones), guitarra (4, 7–10, 12), teclados (8–11)
- Joe Agius – teclados (1, 3–6, 8, 9, 11, 12), guitarra (2–12), coros (3, 8, 11, 12)
- Jorge Elbrecht – bajo (todas las pistas), guitarra (1–7, 9, 11, 12), percusión, programación (1–5, 7–12), teclados (2), piano (3, 4, 7, 9, 11, 12), coros (5), guitarra acústica (10)
- James Barone – batería (1–5, 7–12)
- Tony Buchen – teclados (3)
- Dan Nigro – guitarra, programación de batería, teclados (6)
- Sam Stewart – guitarra (6)

Personal técnico
- Jorge Elbrecht – mezclas (todas las canciones), producción (1–5, 7–12), producción adicional (6)
- James Barone – producción adicional (1–5, 7–12)
- Tony Buchen – producción adicional (3)
- Joe Agius – producción adicional (4, 5, 11)
- Dan Nigro – producción (6)

## Posicionamiento
| Gráfica (2022)                            | Pico de posición |
| ----------------------------------------- | ---------------- |
| Australia (ARIA Charts)                   | 51               |
| Reino Unido (UK Album Downloads Chart)    | 59               |
| Reino Unido (UK Independent Albums Chart) | 33               |